# Casa de la Selva

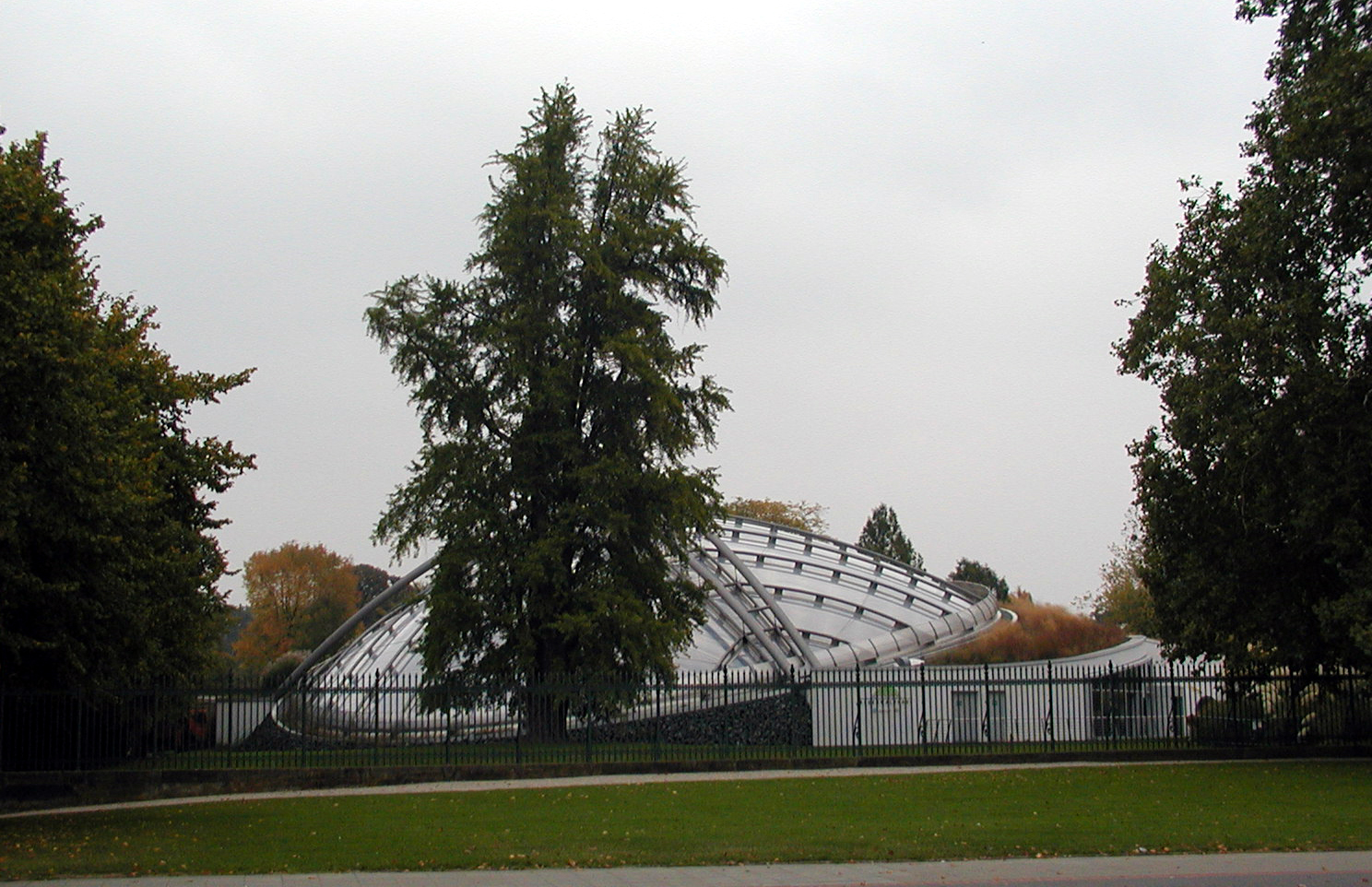
Vista exterior de la Casa de la Selva de Hannover.

Una Casa de la Selva es un tipo de construcción, un gran invernadero en la que se intenta reproducir un hábitat selvático tropical con plantas y animales de una determinada zona, siendo por lo tanto un jardín botánico y un zoológico a un tiempo.

## Colonia
En 2000 se inauguró la casa tropical y para pájaros "The Rainforest" en el zoológico de Colonia. Hay plantas y animales de los bosques del sudeste asiático.

## Hanóver
En Hanóver se encuentra un jardín botánico moderno situado en el conocido complejo del Herrenhäuser Gärten. Aquí se encuentra la casa de la selva que nos muestra un trozo de selva tropical de montaña con su Flora y su Fauna. La casa de la selva se construyó con motivo del inicio de la Expo 2000 en Hannover el 25 de marzo de 2000 se abrió y se cerró el 16 de julio de 2006 alegando consideraciones económicas. Después de una remodelación se ha abierto un nuevo centro dedicado a la vida marina.

## Stuttgart
En el año 2000 se abrió al público la Casa del Amazonas en el Wilhelma, el jardín botánico de Stuttgart.

## Viena
La casa de la selva de Viena se encuentra en el Tiergarten Schönbrunn y fue abierta al público el 5 de julio de 2002. En este habitáculo se intenta reproducir el hábitat de la selva de Borneo en sus aspectos biológicos y climáticos. Aquí nos encontramos numerosas plantas de la selva de Borneo así como 70 diferentes especies de animales.

## Zürich
En el verano del 2003 en el Zoo de Zürich se abrió una casa de la selva de una hectárea de extensión, una de las mayores de Europa.[cita requerida]
La Masoala-Halle recrea un paisaje de selva tropical de Madagascar, inspirada en el parque nacional de Masoala. Mamíferos (lémures, zorros voladores, etc.) reptiles (camaleones, tortugas, etc.), pájaros, y otros animales conviven entre unas 20.000 plantas de 400 especies diferentes de la flora de Madagascar.